# Felipe Fort
Felipe Fort (1899-1969) fue un empresario argentino, fundador de la fábrica de chocolates Felfort.

## Biografía
Era hijo de inmigrantes catalanes que habían llegado al país a finales del siglo XIX. A la edad de 12 años compró una bolsa de cacao y una piedra de moler, y comenzó a trabajar en el garaje. Allí, producía varios kilos de chocolate que vendía al día siguiente. Luego, ampliaría su catálogo con variedades de bombones, huevos, turrones, etcétera. Más adelante, este proyecto se convertiría en la fábrica de chocolate hoy conocida llamada Felfort.
Tras el fin de la Primera Guerra Mundial en Europa, en 1918, viajó allí para adquirir maquinarias. En 1926, La Delicia Felipe Fort se instaló en su sede definitiva en Almagro.
Tras el suicidio de Felipe, su hijo mayor, decidió ceder su cargo como presidente de Felfort a su hijo Carlos. Luego viajó a Madrid, donde conoció a la astróloga Encarnación Ruiz Ruiz, más conocida como Aschira, con quien tuvo una relación. Al poco tiempo, Aschira dio a luz a Paloma.